# 意大利高等艺术院校
意大利高等艺术院校（義大利語：Alta formazione artistica, musicale e coreutica，缩写为AFAM）是意大利政府承认学位的该国美术、音乐、舞蹈等高等艺术教育机构，由意大利大学与研究部管理。
该法规实施于1999年，旨在使意大利高等艺术教育的课时、考评标准等接轨博洛尼亚体系，并可授予与大学类似的学位。